# Psychotherapeutenkammer

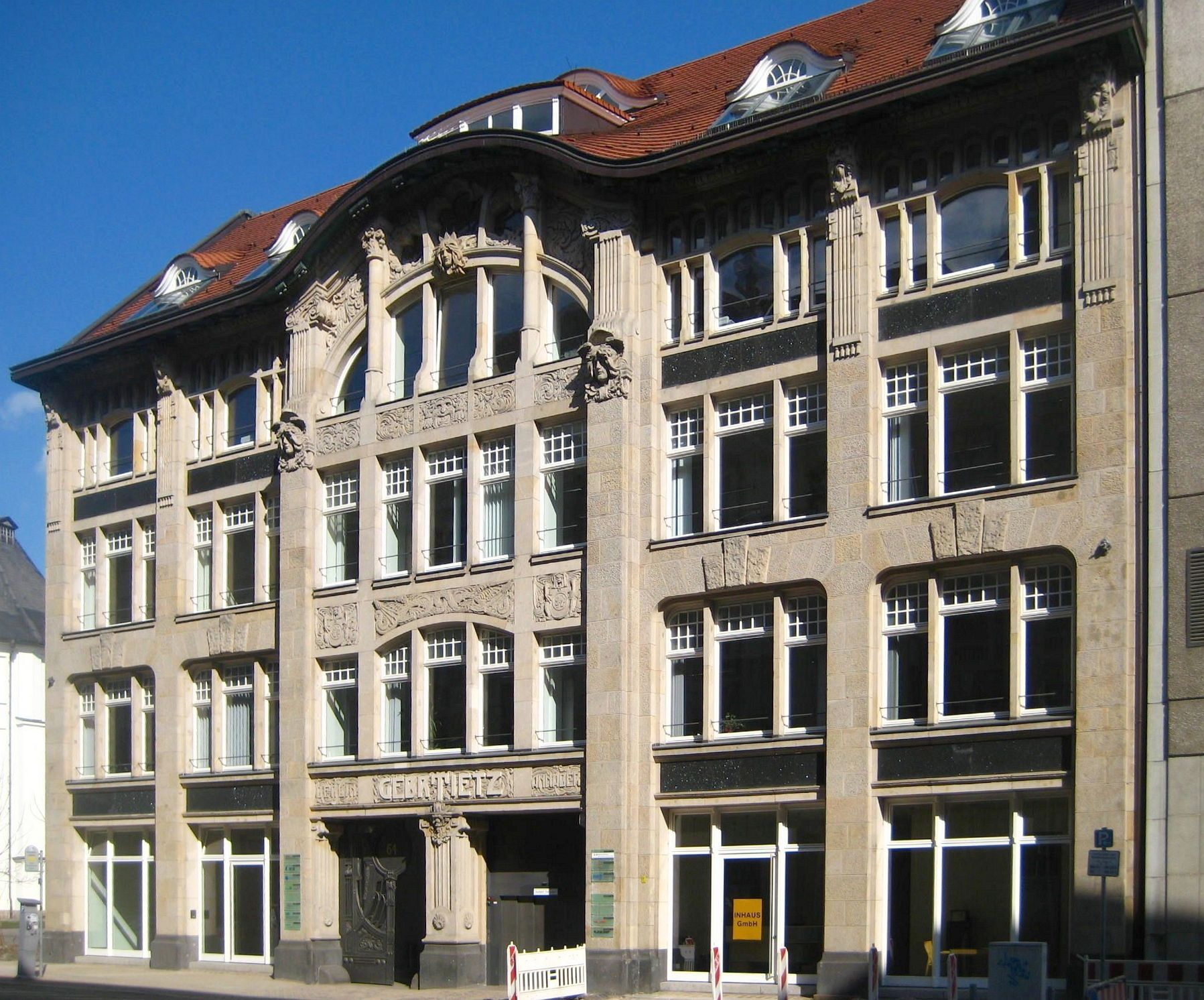
Sitz der Psychotherapeutenkammer in Berlin

Psychotherapeutenkammern sind die als Körperschaften des öffentlichen Rechts organisierten Selbstverwaltungen der Psychologischen Psychotherapeuten und Kinder- und Jugendlichenpsychotherapeuten in den Bundesländern in Deutschland.
In Österreich gibt es bisher keine Psychotherapeutenkammer, Psychotherapeuten organisieren sich aber in Berufsverbänden auf Bundes- und Landesebene, in denen die Mitgliedschaft, im Gegensatz beispielsweise zur Österreichischen Ärztekammer, freiwillig ist.

## Bundespsychotherapeutenkammer
Die Landes-Psychotherapeutenkammern haben sich in einer Arbeitsgemeinschaft "Bundespsychotherapeutenkammer" (BPtK) zusammengeschlossen. Gemäß ihrer Satzung besteht der Zweck der BPtK im ständigen Erfahrungsaustausch unter den Psychotherapeutenkammern, in der gegenseitigen Abstimmung ihrer Ziele und Tätigkeiten und in der gemeinsamen Vertretung ihrer Anliegen gegenüber der Öffentlichkeit, der Politik, den Institutionen des Gesundheitswesens, den Bundesbehörden, den Vertretungen der Arbeitgeber und der Arbeitnehmer auf der Bundesebene sowie gegenüber den europäischen Institutionen. Im Unterschied zu den Landes-Psychotherapeutenkammern ist die Bundespsychotherapeutenkammer keine Körperschaft des öffentlichen Rechts, sondern ein nicht rechtsfähiger Verein.

## Landespsychotherapeutenkammern
In Deutschland gibt es derzeit 12 Landeskammern für Psychotherapeuten. Die Bundesländer Brandenburg, Mecklenburg-Vorpommern, Sachsen, Sachsen-Anhalt und Thüringen werden von einer gemeinsamen Kammer (OPK) abgedeckt.

### Übersicht der Landeskammern
- Landespsychotherapeutenkammer Baden-Württemberg (LPK Baden-Württemberg)
- Bayerische Landeskammer der Psychologischen Psychotherapeuten und der Kinder- und Jugendlichenpsychotherapeuten (PTK Bayern)
- Psychotherapeutenkammer Berlin (PTK Berlin)
- Psychotherapeutenkammer Bremen (PTK Bremen)
- Psychotherapeutenkammer Hamburg (PTK Hamburg)
- Landeskammer für Psychologische Psychotherapeutinnen und -therapeuten und Kinder- und Jugendlichenpsychotherapeutinnen und -therapeuten in Hessen (LPPKJP Hessen)
- Psychotherapeutenkammer Niedersachsen (PKN)
- Landespsychotherapeutenkammer Rheinland-Pfalz (LPK RLP)
- Kammer für Psychologische Psychotherapeuten und Kinder- und Jugendlichenpsychotherapeuten Nordrhein-Westfalen (PTK NRW)
- Ostdeutsche Psychotherapeutenkammern (OPK)
- Psychotherapeutenkammer des Saarlandes (PKS)
- Psychotherapeutenkammer Schleswig-Holstein (PKSH)

### Aufgaben der Landespsychotherapeutenkammern
Sie nehmen die ihnen auf der Grundlage landesrechtlicher Heilberufe-Kammergesetze übertragenen Aufgaben eigenverantwortlich wahr. Das jeweils zuständige Landesministerium übt die Rechtsaufsicht (jedoch nicht die Fachaufsicht) aus. Die beruflichen Belange der Kammermitglieder werden durch die Kammern wahrgenommen.  Für jedes deutsche Bundesland ist in diesen Funktionen mindestens eine Psychotherapeutenkammer zuständig. Es besteht eine Pflicht zur Mitgliedschaft für Psychotherapeuten.